# Талыпин, Олег Евгеньевич
Оле́г Евге́ньевич Талы́пин (28 мая 1929, Ленинград — 10 декабря 2019, Санкт-Петербург) — советский, российский фаготист; Народный артист Российской Федерации (2011).

## Биография
Олег Евгеньевич Талыпин родился 28 мая 1929 в Ленинграде. В период Великой Отечественной войны находился в эвакуации в селе Арбаж Кировской области (в составе Детской хоровой школы при Ленинградской капелле, в которой учился с 7 лет), затем — у родственников на Урале.
Продолжил обучение в Хоровом училище при Капелле, а в 1951 окончил музыкальное училище им. М. П. Мусоргского. В период учёбы подрабатывал на разгрузке машин, совмещал учёбу с работой в оркестре Театра музкомедии. В 1958 году окончил Ленинградскую консерваторию им. Н. А. Римского-Корсакова (класс фагота профессора Д. Ф. Ерёмина).
В 1957—1963 годы работал в Академическом симфоническом оркестре Ленинградской филармонии, в 1963—1965 — в Ленинградском театре оперы и балета им. С. М. Кирова.
С 1965 года — в Академическом симфоническом оркестре Ленинградской (ныне — Санкт-Петербургской) филармонии под руководством Е. А. Мравинского и Ю. Х. Темирканова (с 1972 — концертмейстер группы фаготов).
С 1981 года одновременно преподавал на кафедре деревянных духовых инструментов Санкт-Петербургской консерватории, профессор.
Умер в Санкт-Петербурге 10 декабря 2019 года.

### Семья
Отец — участник Великой Отечественной войны, был дважды тяжело ранен; мать — телеграфистка.
Жена, дочь.

## Творчество
Играл на фаготе фирмы «Геккель». Наряду с работой в оркестрах выступал и как солист. Ряд выступлений был записан на виниловых дисках.

## Награды и признание
- Заслуженный артист РСФСР (1978)[4]
- Народный артист Российской Федерации (2011)[4][К 2].

## Комментарии
1. ↑  По другим данным — в 1974[4].
2. ↑  Указ Президента России № 336 от 21 марта 2011[9].